# Cantón de Perpiñán-3
El cantón de Perpiñán-3 es una división administrativa francesa, situada en el departamento de los Pirineos Orientales y la región Languedoc-Rosellón.

## Composición
El cantón de Perpiñán-3 agrupa 2 comunas:
- Parte de la ciudad de Perpiñán (capital)
- Cabestany

## Política
El actual consejero general del cantón de Perpiñán-3 es el comunista Jean Vila, alcalde de Cabestany y exdiputado en la Asamblea Nacional francesa. Jean Vila se hizo con la victoria en la segunda vuelta de las últimas elecciones cantonales, celebradas el 28 de marzo de 2004, con un 61,68% de los votos válidos, mientras que el candidato de la derecha, Jean-Louis Aliet, sólo consiguió el 38,32%.